# Ragnar Tveiten
Ragnar Tveiten (ur. 27 listopada 1938 w Veggli) – norweski biathlonista, wielokrotny medalista mistrzostw świata.

## Kariera
Pierwszy sukces w karierze osiągnął w 1966 roku, kiedy zwyciężył w sztafecie na mistrzostwach świata w Garmisch-Partenkirchen. Startował tam razem z Jonem Istadem, Ivarem Nordkildem i Olavem Jordetem. Wynik ten Norwegowie w składzie: Jon Istad, Ragnar Tveiten, Ola Wærhaug i Olav Jordet powtórzyli podczas mistrzostw świata w Altenbergu rok później. Na tej samej imprezie był też siódmy w biegu indywidualnym. Na czterech kolejnych edycjach tej imprezy: mistrzostwach świata w Zakopanem (1969), mistrzostwach świata w Östersund (1970), mistrzostwach świata w Hämeenlinna (1971) i mistrzostwach świata w Lake Placid (1973) zdobywał w sztafecie srebrne medale.
W 1964 roku wystartował na igrzyskach olimpijskich w Innsbrucku, gdzie był czwarty w biegu indywidualnym. Walkę o podium przegrał tam z Olavem Jordetem. Na rozgrywanych cztery lata później igrzyskach w Grenoble zajął w tej konkurencji 26. pozycję. Brał też udział w igrzyskach olimpijskich w Sapporo w 1972 roku, gdzie rywalizację w biegu indywidualnym ukończył na 29. miejscu.

## Osiągnięcia

### Igrzyska olimpijskie
| Rok  | Miejscowość | Konkurencje | Konkurencje | Konkurencje | Konkurencje | Konkurencje | Konkurencje | Konkurencje |
| Rok  | Miejscowość | IN          | SP          | PU          | MS          | RL          | MR          | SR          |
| ---- | ----------- | ----------- | ----------- | ----------- | ----------- | ----------- | ----------- | ----------- |
| 1964 | Innsbruck   | 4.          | nd.         | nd.         | nd.         | nd.         | nd.         | –           |
| 1968 | Grenoble    | 26.         | nd.         | nd.         | nd.         | –           | nd.         | –           |
| 1972 | Sapporo     | 29.         | nd.         | nd.         | nd.         | –           | nd.         | –           |

### Mistrzostwa świata
| Rok  | Miejscowość            | Konkurencje | Konkurencje | Konkurencje | Konkurencje | Konkurencje | Konkurencje | Konkurencje |
| Rok  | Miejscowość            | IN          | SP          | PU          | MS          | RL          | MR          | SR          |
| ---- | ---------------------- | ----------- | ----------- | ----------- | ----------- | ----------- | ----------- | ----------- |
| 1965 | Elverum                | 19.         | nd.         | nd.         | nd.         | –           | nd.         | –           |
| 1966 | Garmisch-Partenkirchen | 8.          | nd.         | nd.         | nd.         | 1.          | nd.         | –           |
| 1967 | Altenberg              | 7.          | nd.         | nd.         | nd.         | 1.          | nd.         | –           |
| 1969 | Zakopane               | –           | nd.         | nd.         | nd.         | 2.          | nd.         | –           |
| 1970 | Östersund              | –           | nd.         | nd.         | nd.         | 2.          | nd.         | –           |
| 1971 | Hämeenlinna            | 12.         | nd.         | nd.         | nd.         | 2.          | nd.         | –           |
| 1973 | Lake Placid            | 28.         | nd.         | nd.         | nd.         | 2.          | nd.         | –           |